# Чемпіонат світу з футболу 2022 (кваліфікаційний раунд, КОНКАКАФ, третій раунд)
Третій раунд секції КОНКАКАФ кваліфікації Чемпіонат світу з футболу 2022 розпочався у вересні 2021 та завершився у березні 2022.

## Формат
8 команд-учасників (команди КОНКАКАФ з 1 по 5 місце згідно з рейтингом ФІФА за липень 2020, а також 3 переможця Другого раунду) зіграють один проти одного вдома та на виїзді у круговому форматі, тобто по 14 матчів для кожної з команд. 3 найкращі команди кваліфікуються до Чемпіонату світу 2022, а четверте місце потрапить до міжконтинентальних плей-оф.

## Розклад
Спочатку Третій раунд було заплановано почати у червні 2021, але пізніше було перенесено через пандемію COVID-19.
| Тур    | Попередня дата | Нова дата     | Матчі              |
| ------ | -------------- | ------------- | ------------------ |
| Тур 1  | червень 2021   | вересень 2021 | 1–2, 3–4, 5–6, 7–8 |
| Тур 2  | червень 2021   | вересень 2021 | 4–1, 3–2, 6–7, 8–5 |
| Тур 3  | червень 2021   | вересень 2021 | 1–3, 2–4, 5–7, 6–8 |
| Тур 4  | червень 2021   | жовтень 2021  | 7–1, 2–6, 3–5, 4–8 |
| Тур 5  | вересень 2021  | жовтень 2021  | 8–1, 7–2, 6–3, 5–4 |
| Тур 6  | вересень 2021  | жовтень 2021  | 1–5, 2–8, 3–7, 4–6 |
| Тур 7  | жовтень 2021   | листопад 2021 | 1–6, 2–5, 3–8, 4–7 |
| Тур 8  | жовтень 2021   | листопад 2021 | 1–7, 6–2, 5–3, 8–4 |
| Тур 9  | листопад 2021  | січень 2022   | 2–1, 4–3, 6–5, 8–7 |
| Тур 10 | листопад 2021  | січень 2022   | 1–4, 2–3, 7–6, 5–8 |
| Тур 11 | січень 2022    | січень 2022   | 3–1, 4–2, 7–5, 8–6 |
| Тур 12 | січень 2022    | березень 2022 | 6–1, 5–2, 8–3, 7–4 |
| Тур 13 | березень 2022  | березень 2022 | 1–8, 2–7, 3–6, 4–5 |
| Тур 14 | березень 2022  | березень 2022 | 5–1, 8–2, 7–3, 6–4 |

## Учасники
5 найкращих команд, згідно рейтингу ФІФА за липень 2020 (вказано в дужках), потрапили до цього раунду напряму.
1. Мексика (11)
2. США (22)
3. Коста-Рика (46)
4. Ямайка (48)
5. Гондурас (62)

Додатково, до цього раунду пройшли 3 переможця Другого раунду:
1. Сальвадор (69)
2. Канада (70)
3. Панама (78)

## Жеребкування
Жеребкування Третього раунду відбулося разом із жеребкуванням Першого раунду 19 серпня 2020 о 19:00 CEST (UTC+2)) у штаб-квартирі ФІФА у  Цюриху.
Команди знаходилися в єдиному кошику. Кожній команді жеребкуванням присвоїли позицію (від 1 до 8), яка визначає розклад матчів. Переможців Другого раунду не було відомо на момент жеребкування.
| Позиція | Команда    |
| ------- | ---------- |
| 1       | Канада     |
| 2       | Гондурас   |
| 3       | Сальвадор  |
| 4       | США        |
| 5       | Панама     |
| 6       | Коста-Рика |
| 7       | Мексика    |
| 8       | Ямайка     |

1. 1 2 3  На момент жеребкування не було відомо переможців другого раунду.

## Турнірна таблиця
| Поз | Команда    | І  | В | Н | П  | ГЗ | ГП | РГ  | О  | Кваліфікація                            |     | Канада | Мексика | Сполучені Штати Америки | Коста-Рика | Панама | Ямайка | Сальвадор | Гондурас |
| --- | ---------- | -- | - | - | -- | -- | -- | --- | -- | --------------------------------------- | --- | ------ | ------- | ----------------------- | ---------- | ------ | ------ | --------- | -------- |
| 1   | Канада     | 14 | 8 | 4 | 2  | 23 | 7  | +16 | 28 | Кваліфікація до Чемпіонату світу 2022   |     | —      | 2:1     | 2:0                     | 1:0        | 4:1    | 4:0    | 3:0       | 1:1      |
| 2   | Мексика    | 14 | 8 | 4 | 2  | 17 | 8  | +9  | 28 | Кваліфікація до Чемпіонату світу 2022   |     | 1:1    | —       | 0:0                     | 0:0        | 1:0    | 2:1    | 2:0       | 3:0      |
| 3   | США        | 14 | 7 | 4 | 3  | 21 | 10 | +11 | 25 | Кваліфікація до Чемпіонату світу 2022   |     | 1:1    | 2:0     | —                       | 2:1        | 5:1    | 2:0    | 1:0       | 3:0      |
| 4   | Коста-Рика | 14 | 7 | 4 | 3  | 13 | 8  | +5  | 25 | Проходять до міжконтинентальних плей-оф |     | 1:0    | 0:1     | 2:0                     | —          | 1:0    | 1:1    | 2:1       | 2:1      |
| 5   | Панама     | 14 | 6 | 3 | 5  | 17 | 19 | −2  | 21 |                                         |     | 1:0    | 1:1     | 1:0                     | 0:0        | —      | 3:2    | 2:1       | 1:1      |
| 6   | Ямайка     | 14 | 2 | 5 | 7  | 12 | 22 | −10 | 11 |                                         | 0:0 | 1:2    | 1:1     | 0:1                     | 0:3        | —      | 1:1    | 2:1       |          |
| 7   | Сальвадор  | 14 | 2 | 4 | 8  | 8  | 18 | −10 | 10 |                                         | 0:2 | 0:2    | 0:0     | 1:2                     | 1:0        | 1:1    | —      | 0:0       |          |
| 8   | Гондурас   | 14 | 0 | 4 | 10 | 7  | 26 | −19 | 4  |                                         | 0:2 | 0:1    | 1:4     | 0:0                     | 2:3        | 0:2    | 0:2    | —         |          |

## Матчі

### Тур 1
| 2 вересня 2021 20:05 (UTC−4) |

| Канада             | 1:1                                 | Гондурас              |
| ------------------ | ----------------------------------- | --------------------- |
| - Ларін 66' (пен.) | Протокол (ФІФА) Протокол (КОНКАКАФ) | - А. Лопес 40' (пен.) |

| БМО Філд, Торонто Глядачів: 14 822 Арбітр: Фернандо Герреро (Мексика) |

| 2 вересня 2021 20:05 (UTC−6) |

| Сальвадор | 0:0                                 | США |
| --------- | ----------------------------------- | --- |
|           | Протокол (ФІФА) Протокол (КОНКАКАФ) |     |

| Естадіо Кускатлан, Сан-Сальвадор Глядачів: 29 000 Арбітр: Хуан Каледрон (Коста-Рика) |

| 2 вересня 2021 20:05 (UTC−5) |

| Панама | 0:0                                 | Коста-Рика |
| ------ | ----------------------------------- | ---------- |
|        | Протокол (ФІФА) Протокол (КОНКАКАФ) |            |

| Естадіо Роммел Фернандес, Панама Глядачів: 14 000 Арбітр: Іван Бартон (Сальвадор) |

| 2 вересня 2021 21:00 (UTC−5) |

| Мексика                 | 2:1                                 | Ямайка         |
| ----------------------- | ----------------------------------- | -------------- |
| - Вега 50' - Мартін 89' | Протокол (ФІФА) Протокол (КОНКАКАФ) | - Ніколсон 65' |

| Ацтека, Мехіко Глядачів: 0 Арбітр: Селвін Брон (Гондурас) |

### Тур 2
| 5 вересня 2021 19:00 (UTC−5) |

| США            | 1:1                                 | Канада      |
| -------------- | ----------------------------------- | ----------- |
| - Ааронсон 55' | Протокол (ФІФА) Протокол (КОНКАКАФ) | - Ларін 62' |

| Nissan Стедіум, Нашвілл Глядачів: 43 028 Арбітр: Ошейн Нейшн (Ямайка) |

| 5 вересня 2021 17:00 (UTC−6) |

| Сальвадор | 0:0                                 | Гондурас |
| --------- | ----------------------------------- | -------- |
|           | Протокол (ФІФА) Протокол (КОНКАКАФ) |          |

| Естадіо Кускатлан, Сан-Сальвадор Глядачів: 29 000 Арбітр: Вальтер Лопес (Гватемала) |

| 5 вересня 2021 17:00 (UTC−6) |

| Коста-Рика | 0:1                                 | Мексика               |
| ---------- | ----------------------------------- | --------------------- |
|            | Протокол (ФІФА) Протокол (КОНКАКАФ) | - Пінеда 45+1' (пен.) |

| Національний стадіон, Сан-Хосе Глядачів: 3 000 Арбітр: Ісмаїл Ельфат (США) |

| 5 вересня 2021 17:00 (UTC−5) |

| Ямайка | 0:3                                 | Панама                                      |
| ------ | ----------------------------------- | ------------------------------------------- |
|        | Протокол (ФІФА) Протокол (КОНКАКАФ) | - Андраде 14' - Блекберн 39' - Ватерман 82' |

| Індепенденс Парк, Кінгстон Глядачів: 0 Арбітр: Ісмаїл Корнейо (Сальвадор) |

### Тур 3
| 8 вересня 2021 19:30 (UTC−4) |

| Канада                                    | 3:0                                 | Сальвадор |
| ----------------------------------------- | ----------------------------------- | --------- |
| - Гатчинсон 6' - Девід 11' - Б'юкенен 59' | Протокол (ФІФА) Протокол (КОНКАКАФ) |           |

| БМО Філд, Торонто Глядачів: 15 000 Арбітр: Рікардо Монтеро (Коста-Рика) |

| 8 вересня 2021 20:30 (UTC−6) |

| Гондурас   | 1:4                                 | США                                                      |
| ---------- | ----------------------------------- | -------------------------------------------------------- |
| - Мойя 27' | Протокол (ФІФА) Протокол (КОНКАКАФ) | - Робінсон 48' - Пепі 75' - Ааронсон 86' - Ллетгет 90+3' |

| Естадіо Олімпіко Метрополітано, Сан-Педро-Сула Глядачів: 31 000 Арбітр: Фернандо Гомес (Мексика) |

| 8 вересня 2021 19:05 (UTC−5) |

| Панама         | 1:1                                 | Мексика      |
| -------------- | ----------------------------------- | ------------ |
| - Блекберн 28' | Протокол (ФІФА) Протокол (КОНКАКАФ) | - Корона 76' |

| Естадіо Роммел Фернандес, Панама Глядачів: 16 000 Арбітр: Маріо Ескобар (Гватемала) |

| 8 вересня 2021 19:00 (UTC−6) |

| Коста-Рика | 1:1                                 | Ямайка         |
| ---------- | ----------------------------------- | -------------- |
| - Марін 3' | Протокол (ФІФА) Протокол (КОНКАКАФ) | - Ніколсон 47' |

| Національний стадіон, Сан-Хосе Глядачів: 3 000 Арбітр: Дрю Фішер (Канада) |

### Тур 4
| 7 жовтня 2021 20:40 (UTC−5) |

| Мексика      | 1:1                                 | Канада       |
| ------------ | ----------------------------------- | ------------ |
| - Санчес 21' | Протокол (ФІФА) Протокол (КОНКАКАФ) | - Осоріо 42' |

| Ацтека, Мехіко Глядачів: 61 200 Арбітр: Ісмаїл Корнейо (Сальвадор) |

| 7 жовтня 2021 18:05 (UTC−6) |

| Гондурас | 0:0                                 | Коста-Рика |
| -------- | ----------------------------------- | ---------- |
|          | Протокол (ФІФА) Протокол (КОНКАКАФ) |            |

| Естадіо Олімпіко Метрополітано, Сан-Педро-Сула Глядачів: 19 000 Арбітр: Маріо Ескобар (Гватемала) |

| 7 жовтня 2021 20:05 (UTC−6) |

| Сальвадор      | 1:0                                 | Панама |
| -------------- | ----------------------------------- | ------ |
| - Ернандес 37' | Протокол (ФІФА) Протокол (КОНКАКАФ) |        |

| Естадіо Кускатлан, Сан-Сальвадор Глядачів: 10 000 Арбітр: Ошейн Нейшн (Ямайка) |

| 7 жовтня 2021 18:30 (UTC−5) |

| США             | 2:0                                 | Ямайка |
| --------------- | ----------------------------------- | ------ |
| - Пепі 49', 62' | Протокол (ФІФА) Протокол (КОНКАКАФ) |        |

| Q2 Стедіум, Остін Глядачів: 20 500 Арбітр: Рено Радікс (Гренада) |

### Тур 5
| 10 жовтня 2021 17:00 (UTC−5) |

| Ямайка | 0:0                                 | Канада |
| ------ | ----------------------------------- | ------ |
|        | Протокол (ФІФА) Протокол (КОНКАКАФ) |        |

| Індепенденс Парк, Кінгстон Глядачів: 0 Арбітр: Кейлор Еррера (Коста-Рика) |

| 10 жовтня 2021 18:00 (UTC−5) |

| Мексика                               | 3:0                                 | Гондурас |
| ------------------------------------- | ----------------------------------- | -------- |
| - Кордова 18' - Морі 76' - Лосано 86' | Протокол (ФІФА) Протокол (КОНКАКАФ) |          |

| Ацтека, Мехіко Глядачів: 70 000 Арбітр: Ісмаїл Ельфат (США) |

| 10 жовтня 2021 16:00 (UTC−6) |

| Коста-Рика                     | 2:1                                 | Сальвадор     |
| ------------------------------ | ----------------------------------- | ------------- |
| - Руїс 52' - Борхес 58' (пен.) | Протокол (ФІФА) Протокол (КОНКАКАФ) | - Енрікес 12' |

| Національний стадіон, Сан-Хосе Глядачів: 5 000 Арбітр: Саїд Мартінес (Гондурас) |

| 10 жовтня 2021 17:00 (UTC−5) |

| Панама      | 1:0                                 | США |
| ----------- | ----------------------------------- | --- |
| - Годой 54' | Протокол (ФІФА) Протокол (КОНКАКАФ) |     |

| Естадіо Роммел Фернандес, Панама Глядачів: 21 000 Арбітр: Сезар Рамос (Мексика) |

### Тур 6
| 13 жовтня 2021 19:00 (UTC−4) |

| США                           | 2:1                                 | Коста-Рика  |
| ----------------------------- | ----------------------------------- | ----------- |
| - Дест 25' - Морейра 66' (аг) | Протокол (ФІФА) Протокол (КОНКАКАФ) | - Фуллер 1' |

| Lower.com Філд, Колумбус Глядачів: 20 165 Арбітр: Дейнон Пачемнт (Ямайка) |

| 13 жовтня 2021 19:30 (UTC−4) |

| Канада                                                      | 4:1                                 | Панама        |
| ----------------------------------------------------------- | ----------------------------------- | ------------- |
| - Мурільйо 28' (аг) - Дейвіс 66' - Б'юкенен 71' - Девід 78' | Протокол (ФІФА) Протокол (КОНКАКАФ) | - Блекберн 5' |

| БМО Філд, Торонто Глядачів: 26 622 Арбітр: Армандо Веллерреял (США) |

| 13 жовтня 2021 18:05 (UTC−6) |

| Гондурас | 0:2                                 | Ямайка                |
| -------- | ----------------------------------- | --------------------- |
|          | Протокол (ФІФА) Протокол (КОНКАКАФ) | - Руф 38' - Фішер 79' |

| Естадіо Олімпіко Метрополітано, Сан-Педро-Сула Глядачів: 18 000 Арбітр: Браян Лопес (Гватемала) |

| 13 жовтня 2021 20:05 (UTC−6) |

| Сальвадор | 0:2                                 | Мексика                             |
| --------- | ----------------------------------- | ----------------------------------- |
|           | Протокол (ФІФА) Протокол (КОНКАКАФ) | - Морено 30' - Хіменес 90+3' (пен.) |

| Естадіо Кускатлан, Сан-Сальвадор Глядачів: 31 000 Арбітр: Дрю Фішер (Канада) |

### Тур 7
| 12 листопада 2021 19:05 (UTC−7) |

| Канада      | 1:0                                 | Коста-Рика |
| ----------- | ----------------------------------- | ---------- |
| - Девід 57' | Протокол (ФІФА) Протокол (КОНКАКАФ) |            |

| Стадіон Співдружності, Едмонтон Глядачів: 48 806 Арбітр: Ісмаїл Ельфат (США) |

| 12 листопада 2021 19:05 (UTC−6) |

| Гондурас              | 2:3                                 | Панама                                |
| --------------------- | ----------------------------------- | ------------------------------------- |
| - Еліс 30' - Мойя 59' | Протокол (ФІФА) Протокол (КОНКАКАФ) | - Ватерман 77' - Яніс 81' - Девіс 85' |

| Естадіо Олімпіко Метрополітано, Сан-Педро-Сула Глядачів: 10 000 Арбітр: Дрю Фішер (Канада) |

| 12 листопада 2021 20:00 (UTC−6) |

| Сальвадор    | 1:1                                 | Ямайка        |
| ------------ | ----------------------------------- | ------------- |
| - Ролдан 90' | Протокол (ФІФА) Протокол (КОНКАКАФ) | - Антоніо 82' |

| Естадіо Кускатлан, Сан-Сальвадор Глядачів: 10 000 Арбітр: Жозе Рівера (Пуерто-Рико) |

| 12 листопада 2021 21:10 (UTC−5) |

| США                          | 2:0                                 | Мексика |
| ---------------------------- | ----------------------------------- | ------- |
| - Пулишич 74' - Маккенні 85' | Протокол (ФІФА) Протокол (КОНКАКАФ) |         |

| TQL Стедіум, Цинциннаті Глядачів: 26 000 Арбітр: Іван Бартон (Сальвадор) |

### Тур 8
| 16 листопада 2021 19:05 (UTC−7) |

| Канада             | 2:1                                 | Мексика      |
| ------------------ | ----------------------------------- | ------------ |
| - Ларін 45+2', 52' | Протокол (ФІФА) Протокол (КОНКАКАФ) | - Еррера 90' |

| Стадіон Співдружності, Едмонтон Глядачів: 44 212 Арбітр: Маріо Ескобар (Гватемала) |

| 16 листопада 2021 19:05 (UTC−6) |

| Коста-Рика                  | 2:1                                 | Гондурас    |
| --------------------------- | ----------------------------------- | ----------- |
| - Дуарте 20' - Торрес 90+5' | Протокол (ФІФА) Протокол (КОНКАКАФ) | - Кіото 35' |

| Національний стадіон, Сан-Хосе Глядачів: 5 000 Арбітр: Хаїр Марруфо (США) |

| 16 листопада 2021 20:05 (UTC−5) |

| Панама                       | 2:1                                 | Сальвадор    |
| ---------------------------- | ----------------------------------- | ------------ |
| - Ватерман 50' - Гондола 52' | Протокол (ФІФА) Протокол (КОНКАКАФ) | - Енрікес 1' |

| Естадіо Роммел Фернандес, Панама Глядачів: 15 000 Арбітр: Марко Ортіз (Мексика) |

| 16 листопада 2021 17:00 (UTC−5) |

| Ямайка        | 1:1                                 | США         |
| ------------- | ----------------------------------- | ----------- |
| - Антоніо 22' | Протокол (ФІФА) Протокол (КОНКАКАФ) | - Т.Веа 11' |

| Індепенденс Парк, Кінгстон Глядачів: 4 100 Арбітр: Хуан Каледрон (Коста-Рика) |

### Тур 9
| 27 січня 2022 19:00 (UTC−5) |

| Ямайка        | 1:2                                 | Мексика                 |
| ------------- | ----------------------------------- | ----------------------- |
| - Джонсон 50' | Протокол (ФІФА) Протокол (КОНКАКАФ) | - Мартін 82' - Вега 83' |

| Індепенденс Парк, Кінгстон Арбітр: Ісмаїл Корнейо (Сальвадор) |

| 27 січня 2022 19:30 (UTC−5) |

| США            | 1:0                                 | Сальвадор |
| -------------- | ----------------------------------- | --------- |
| - Робінсон 52' | Протокол (ФІФА) Протокол (КОНКАКАФ) |           |

| Lower.com Філд, Колумбус Арбітр: Браян Лопес (Гватемала) |

| 27 січня 2022 19:05 (UTC−6) |

| Гондурас | 0:2                                 | Канада                           |
| -------- | ----------------------------------- | -------------------------------- |
|          | Протокол (ФІФА) Протокол (КОНКАКАФ) | - Малдонадо 10' (аг) - Девід 73' |

| Естадіо Олімпіко Метрополітано, Сан-Педро-Сула Арбітр: Дейнон Пачемнт (Ямайка) |

| 27 січня 2022 20:05 (UTC−6) |

| Коста-Рика | 1:0                                 | Панама |
| ---------- | ----------------------------------- | ------ |
| - Руїс 65' | Протокол (ФІФА) Протокол (КОНКАКАФ) |        |

| Національний стадіон, Сан-Хосе Арбітр: Ісмаїл Ельфат (США) |

### Тур 10
| 30 січня 2022 15:05 (UTC−5) |

| Канада                      | 2:0                                 | США |
| --------------------------- | ----------------------------------- | --- |
| - Ларін 7' - Адекугбе 90+5' | Протокол (ФІФА) Протокол (КОНКАКАФ) |     |

| Тім Гортонс Філд, Гамільтон Арбітр: Сезар Рамос (Мексика) |

| 30 січня 2022 18:05 (UTC−5) |

| Панама                                     | 3:2                                 | Ямайка                         |
| ------------------------------------------ | ----------------------------------- | ------------------------------ |
| - Браун 43' (аг) - Дейвіс 51' - Аріано 69' | Протокол (ФІФА) Протокол (КОНКАКАФ) | - Антоніо 5' (пен.) - Грей 87' |

| Естадіо Роммел Фернандес, Панама Арбітр: Селвін Брон (Гондурас) |

| 30 січня 2022 17:00 (UTC−6) |

| Мексика | 0:0                                 | Коста-Рика |
| ------- | ----------------------------------- | ---------- |
|         | Протокол (ФІФА) Протокол (КОНКАКАФ) |            |

| Ацтека, Мехіко Арбітр: Саід Мартінес (Гондурас) |

| 30 січня 2022 18:05 (UTC−6) |

| Гондурас | 0:2                                 | Сальвадор                 |
| -------- | ----------------------------------- | ------------------------- |
|          | Протокол (ФІФА) Протокол (КОНКАКАФ) | - Бония 35' - Серен 90+2' |

| Естадіо Олімпіко Метрополітано, Сан-Педро-Сула Арбітр: Кейлор Еррера (Коста-Ріка) |

### Тур 11
| 2 лютого 2022 19:00 (UTC−5) |

| Ямайка | 0:1                                 | Коста-Рика   |
| ------ | ----------------------------------- | ------------ |
|        | Протокол (ФІФА) Протокол (КОНКАКАФ) | Кемпбелл 62' |

| Індепенденс Парк, Кінгстон Арбітр: Марко Ортіз (Мексика) |

| 2 лютого 2022 18:30 (UTC−6) |

| США                                         | 3:0                                 | Гондурас |
| ------------------------------------------- | ----------------------------------- | -------- |
| - Маккенні 8' - Ціммерман 37' - Пулишич 68' | Протокол (ФІФА) Протокол (КОНКАКАФ) |          |

| Альянц Філд, Сент-Пол Арбітр: Ошейн Нейшн (Ямайка) |

| 2 лютого 2022 20:00 (UTC−6) |

| Сальвадор | 0:2                                 | Канада                        |
| --------- | ----------------------------------- | ----------------------------- |
|           | Протокол (ФІФА) Протокол (КОНКАКАФ) | - Гатчинсон 66' - Девід 90+4' |

| Естадіо Кускатлан, Сан-Сальвадор Арбітр: Армандо Веллерреял (США) |

| 2 лютого 2022 21:00 (UTC−6) |

| Мексика     | 1:0                                 | Панама |
| ----------- | ----------------------------------- | ------ |
| Хіменес 80' | Протокол (ФІФА) Протокол (КОНКАКАФ) |        |

| Ацтека, Мехіко Арбітр: Іван Бартон (Сальвадор) |

### Тур 12
| 24 березня 2022 18:05 (UTC−5) |

| Ямайка     | 1:1                                 | Сальвадор      |
| ---------- | ----------------------------------- | -------------- |
| - Грей 72' | Протокол (ФІФА) Протокол (КОНКАКАФ) | - Савалета 21' |

| Індепенденс Парк, Кінгстон Арбітр: Фернандо Гомес (Мексика) |

| 24 березня 2022 20:05 (UTC−5) |

| Панама         | 1:1                                 | Гондурас       |
| -------------- | ----------------------------------- | -------------- |
| - Блекберн 23' | Протокол (ФІФА) Протокол (КОНКАКАФ) | - К. Лопес 65' |

| Естадіо Роммел Фернандес, Панама Арбітр: Ісмаїл Ельфат (США) |

| 24 березня 2022 20:00 (UTC−6) |

| Мексика | 0:0                                 | США |
| ------- | ----------------------------------- | --- |
|         | Протокол (ФІФА) Протокол (КОНКАКАФ) |     |

| Ацтека, Мехіко Арбітр: Маріо Ескобар (Гватемала) |

| 24 березня 2022 20:05 (UTC−6) |

| Коста-Рика     | 1:0                                 | Канада |
| -------------- | ----------------------------------- | ------ |
| - Борхес 45+1' | Протокол (ФІФА) Протокол (КОНКАКАФ) |        |

| Національний стадіон, Сан-Хосе Арбітр: Саїд Мартінес (Гондурас) |

### Тур 13
| 27 березня 2022 16:05 (UTC−4) |

| Канада                                                       | 4:0                                 | Ямайка |
| ------------------------------------------------------------ | ----------------------------------- | ------ |
| - Ларін 13' - Б'юкенен 44' - Гойлетт 83' - Маріаппа 88' (аг) | Протокол (ФІФА) Протокол (КОНКАКАФ) |        |

| БМО Філд, Торонто Арбітр: Фернандо Герреро (Мексика) |

| 27 березня 2022 15:05 (UTC−5) |

| Сальвадор  | 1:2                                 | Коста-Рика                       |
| ---------- | ----------------------------------- | -------------------------------- |
| - Хіль 31' | Протокол (ФІФА) Протокол (КОНКАКАФ) | - Контрерас 30' - Кемпбелл 45+1' |

| Естадіо Кускатлан, Сан-Сальвадор Арбітр: Дейнон Пачемнт (Ямайка) |

| 27 березня 2022 19:00 (UTC−5) |

| США                                                                  | 5:1                                 | Панама      |
| -------------------------------------------------------------------- | ----------------------------------- | ----------- |
| - Пулишич 17' (пен.), 45+4' (пен.), 65' - Арріола 23' - Феррейра 27' | Протокол (ФІФА) Протокол (КОНКАКАФ) | - Годой 86' |

| Експлорія Стедіум, Орландо Арбітр: Іван Бартон (Сальвадор) |

| 27 березня 2022 17:05 (UTC−6) |

| Гондурас | 0:1                                 | Мексика        |
| -------- | ----------------------------------- | -------------- |
|          | Протокол (ФІФА) Протокол (КОНКАКАФ) | - Альварес 70' |

| Естадіо Олімпіко Метрополітано, Сан-Педро-Сула Арбітр: Армандо Веллерреял (США) |

### Тур 14
| 30 березня 2022 19:05 (UTC−6) |

| Мексика                           | 2:0                                 | Сальвадор |
| --------------------------------- | ----------------------------------- | --------- |
| - Антуна 17' - Хіменес 43' (пен.) | Протокол (ФІФА) Протокол (КОНКАКАФ) |           |

| Ацтека, Мехіко Арбітр: Ошейн Нейшн (Ямайка) |

| 30 березня 2022 20:05 (UTC−5) |

| Ямайка                              | 2:1                                 | Гондурас            |
| ----------------------------------- | ----------------------------------- | ------------------- |
| - Бейлі 39' (пен.) - Моррісон 45+2' | Протокол (ФІФА) Протокол (КОНКАКАФ) | - Техеда 18' (пен.) |

| Індепенденс Парк, Кінгстон Арбітр: Кейлор Еррера (Коста-Рика) |

| 30 березня 2022 20:05 (UTC−5) |

| Панама       | 1:0                                 | Канада |
| ------------ | ----------------------------------- | ------ |
| - Торрес 49' | Протокол (ФІФА) Протокол (КОНКАКАФ) |        |

| Естадіо Роммел Фернандес, Панама Арбітр: Хаїр Марруфо (США) |

| 30 березня 2022 19:05 (UTC−6) |

| Коста-Рика                   | 2:0                                 | США |
| ---------------------------- | ----------------------------------- | --- |
| - Варгас 51' - Контрерас 59' | Протокол (ФІФА) Протокол (КОНКАКАФ) |     |

| Національний стадіон, Сан-Хосе Арбітр: Дрю Фішер (Канада) |